# Michel Payot
Michel Payot (Chamonix, junho de 1840 — 21 de julho de 1922) foi um guia de alta montanha francês.

## Biografia
Ferrador de profissão, é escolhido em 1851 como carregador numa ascensão do Monte Branco realizada por Alfred Wills e John Tyndall, e a partir daí decide virar-se para a montanha e segue a formação de guia com Michel Croz. 
Em 1870 faz o conhecimento do geólogo inglês James Eccles, com o qual realiza várias primeiras ascensões nos Alpes, como a primeira do Monte Branco pelo Glaciar do Brouillard e pelo Glaciar do Freney por uma via difícil.

## Ascensões
- 1860 - Primeira ascensão do Grand Paradis em companhia de John Jeremy Cowell, W. Dundas e Jean Tairraz
- 1860 - Conquista da Levanna ocidental (3593 m), um dos três cumes da Levanna
- 1861 - Primeira ascensão do Nordend com T.F. e Edward N. Buxton e J.J. Cowell
- 1864 - com Anthony Adams Reilly, Edward Whymper, e o célebre guia Michel Croz realiza:
  - primeira ascensão do Mont Dolent; 9 de julho de 1864
  - primeira ascensão da Aiguille de Tré la Tête; 12 de julho de 1864
  - Aiguille d'Argentière, 15 de julho de 1864
  - primeira travessia do col du Triolet
- 1865 - Primeira ascensão da Aiguille de Bionnassay, 28 de julho
- 1871 - Aiguille du Plan, com James Eccles e Alphonse Payot
- 1877 - ascensão do Monte Branco pelos Glacier du Brouillard e Glacier du Frêney, com James Eccles